# Molophilus picticeps
Molophilus picticeps är en tvåvingeart som beskrevs av Alexander 1927. Molophilus picticeps ingår i släktet Molophilus och familjen småharkrankar. Inga underarter finns listade i Catalogue of Life.